# Kapsch AG
Kapsch TrafficCom AG ist ein österreichisches Unternehmen, das in den Bereichen Maut, Mautdienstleistungen, Verkehrsmanagement und Demand Management tätig ist. Kapsch TrafficCom, mit Hauptsitz in Wien, verfügt über Tochtergesellschaften und Niederlassungen in mehr als 25 Ländern und notiert im Segment Prime Market der Wiener Börse (Symbol: KTCG). Im Geschäftsjahr 2023/24 erwirtschafteten rund 4.000 Mitarbeiterinnen und Mitarbeiter einen Umsatz von EUR 539 Mio.

## Unternehmensgeschichte

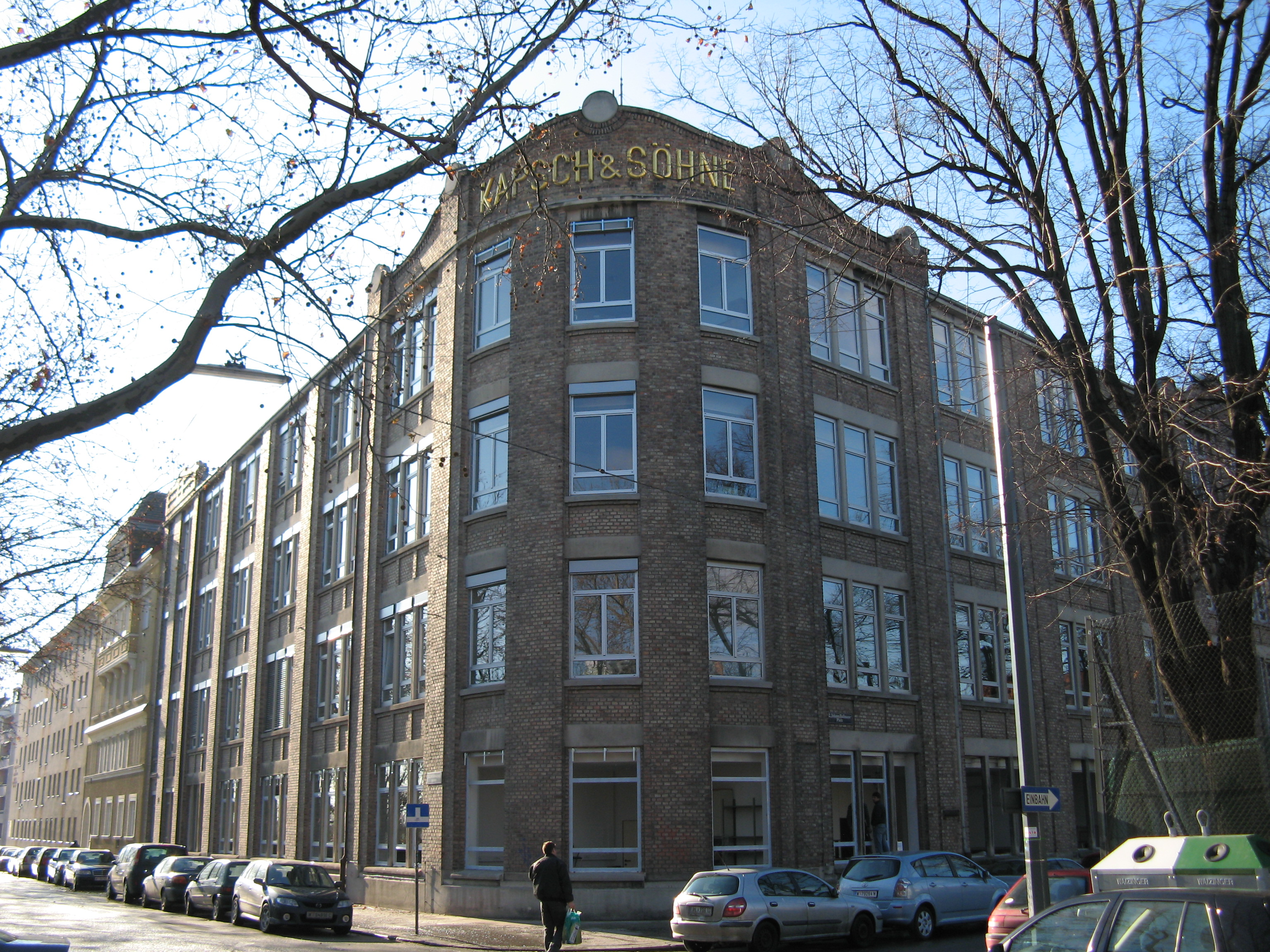
Altes Firmengebäude der Kapsch & Söhne

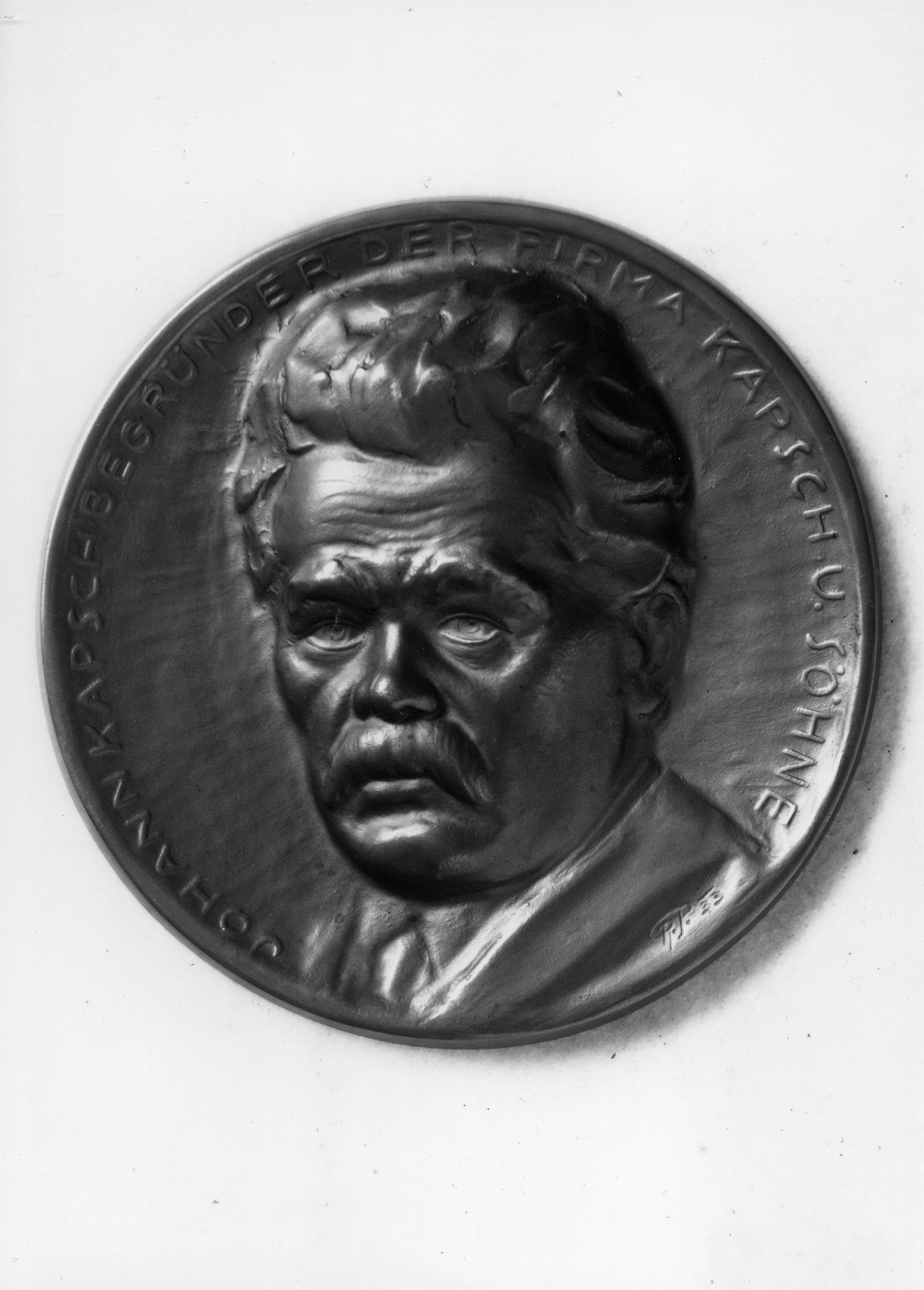
Unternehmensgründer Johann Kapsch

Kapsch wurde 1892 von Johann Kapsch (1845–1921) gegründet und entwickelte sich unterstützt durch Aufträge der Post- und Telegraphenverwaltung innerhalb von zwei Jahrzehnten in einen Großbetrieb in Wien-Meidling. Trotz der Wirren des Ersten Weltkriegs lieferte Kapsch Kommunikationstechnik nach Prag, Triest und Zagreb. 
1923 wurde das erste Radioempfangsgerät gefertigt und ein Jahr später wurde Kapsch Gründungsmitglied der Radioverkehrsgesellschaft. Ab 1942 wurde hier der sogenannte Gürtelpeiler hergestellt, ein tragbarer Funkpeiler. Die ersten Fernsehapparate folgten 1955. Nach dem Zweiten Weltkrieg war Kapsch in Zusammenarbeit mit der Österreichischen Post am Wiederaufbau des Telefonnetzes beteiligt.
Ab 1978 erfolgte mittels einer eigenen Leiterplattenerzeugung eine Ausrichtung auf digitale Nachrichtensysteme. 1984 wurde mit der Fertigung von C-Netz-Mobiltelefonen begonnen. Ein Jahr später war Kapsch an der Einführung der digitalen Infrastruktur in Österreich und Ungarn beteiligt. Das Kapsch-Zugtelefon wurde erstmals bei den Österreichischen Bundesbahnen eingesetzt.
Von 1989 bis 1999 wurden Auslandstochtergesellschaften und Repräsentanzen in Ungarn, Tschechien, Polen, Slowakei, Ukraine, Russland, Slowenien und Kroatien gegründet. Eine Beteiligung an der Entwicklung und Einführung der ISDN- und GSM-Technik erfolgte 1989. Im Jahr 1994 fand das Zugfunksystem von Kapsch bei europäischen Bahnen Anwendung. 1995 wurde das elektronische Ökopunktsystem in Österreich umgesetzt. Die Übernahme der Verkehrsleittechnik von Bosch und Saab erfolgte im Jahr 2000, weiters wurden Beteiligungen und Niederlassungen in Asien, Australien, Südamerika und Südafrika gegründet. 2001 wurde die Schrack BusinessCom übernommen.
2002 erfolgte die Gliederung der Kapsch Gruppe in die drei schwerpunktmäßige Geschäftsbereiche Kapsch BusinessCom (Informations- und Kommunikationstechnik), Kapsch CarrierCom (Systemintegrator und Anbieter von End-to-End-Telekomlösungen) und Kapsch TrafficCom (Anbieter von Verkehrssystemen).
Es erfolgte die Gründung von Repräsentanzen in China sowie die einer Niederlassung in Kroatien. Mit der Gründung der Kapsch Telematic Services GmbH im Jahr 2005 ging auch die Gründung von Niederlassungen in der Tschechischen Republik und Ungarn einher.
Kapsch CarrierCom samt Tochtergesellschaften wurde im Mai 2019 durch das Unternehmen S&T übernommen.
Im Juli 2021 wurde kommuniziert, dass mit Blick auf die nächste Generation der Firma Kapsch und um später einen reibungslosen Übergang auf die nächste Generation gewährleisten zu können, die Unternehmensgruppe neu aufgestellt wird. Diese Neuaufstellung ist mit erfolgter Trennung am 22. Oktober 2021 und der damit verbundenen Herauslösung der Kapsch BusinessCom aus der Kapsch Group abgeschlossen worden.
Im Fokus der Kapsch Group stehen nunmehr die Unternehmen Kapsch TrafficCom und Kapsch Aktiengesellschaft.

## Kapsch TrafficCom

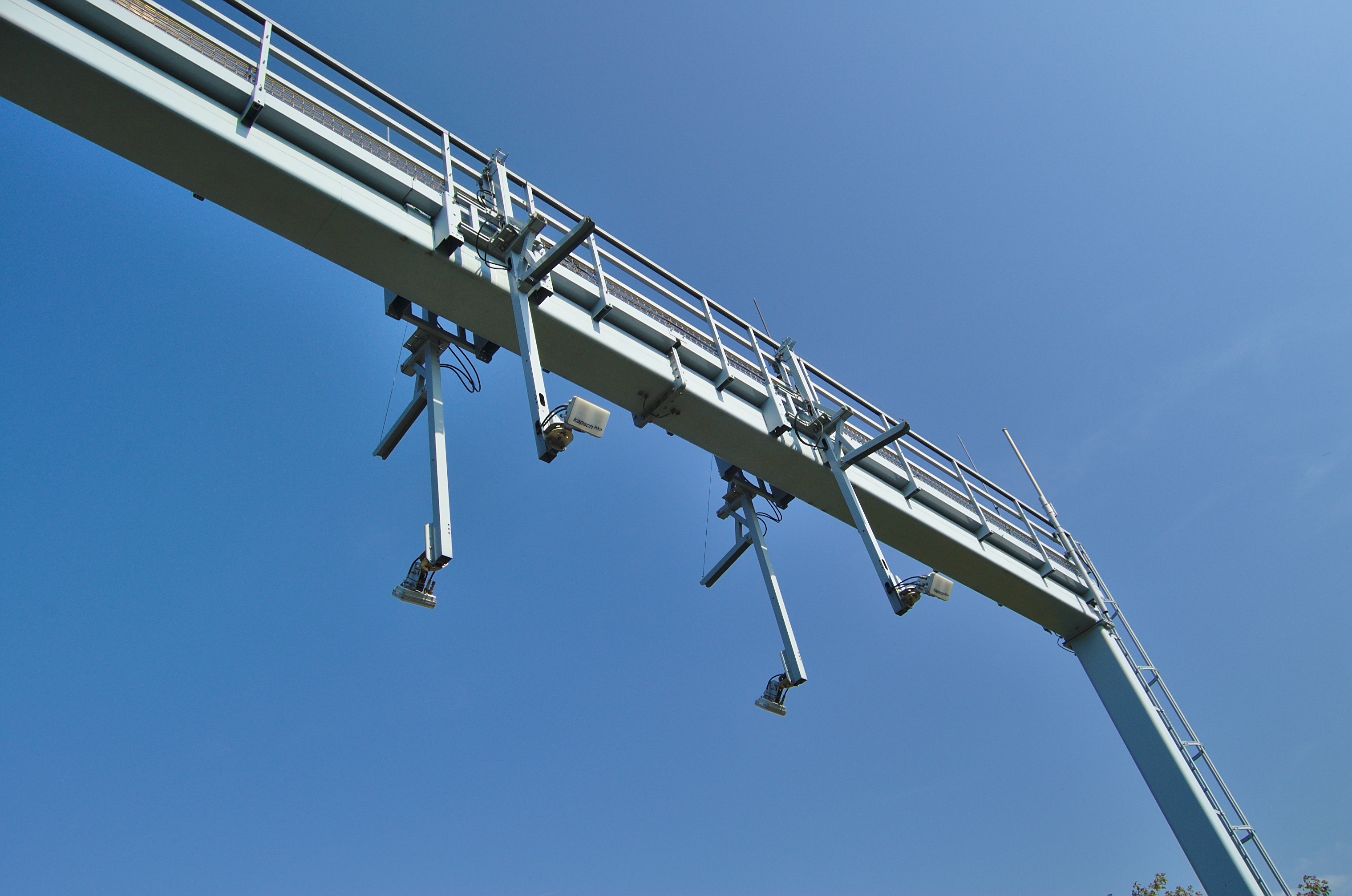
LKW-Maut Kapsch in der Tschechischen Republik

Kapsch TrafficCom bietet Produkte im Bereich Verkehrs- und Mobilitätsmanagement an und fokussiert sich dabei auf die Anwendungsbereiche Maut, Mautdienstleistungen, Verkehrsmanagement und Nachfragemanagement. Kapsch TrafficCom hat in mehr als 50 Ländern Projekte umgesetzt.
Das Unternehmen hat seinen Sitz in Wien und verfügt über Tochtergesellschaften und Repräsentanzen in mehr als 30 Ländern.
Kapsch TrafficCom errichtete das österreichische LKW-Mautsystem, welches 2004 in Betrieb ging. Im Jahr 2006 wurde das gleiche System zunächst in Tschechien, Anfang 2010 den Bang Na Expressway in Thailand und im Jahr 2011 auch für Teile der polnischen Autobahnen in Betrieb genommen. In Polen wurde der Rest 2013 in Betrieb genommen werden. Die Kapsch TrafficCom erhielt 2009 den Zuschlag für die Realisierung des Gauteng-Mautprojektes in Südafrika.
Seit Juni 2007 notieren knapp 36,7 % der Kapsch TrafficCom im Prime Market der Wiener Börse. Die restlichen Anteile verbleiben im Besitz der Kapsch Group.
Ende 2010 erwarb Kapsch TrafficCom das US-Unternehmen Mark IV IVHS, einen Anbieter von Komponenten für elektronische Mautsysteme.
Im Dezember 2015 übernahm Kapsch TrafficCom das Geschäftssegment „Transportation“ von Schneider Electronic. Dieses Segment war davor unter der Bezeichnung Telvent Tráfico y Transporte mit Fokus auf Software-Lösungen zur Verkehrssteuerung in Städten, auf Autobahnen und im Tunnelbereich sowie Maut- und Transitlösungen tätig.
Anfang Oktober 2018 teilte der IV-Präsident und CEO von Kapsch TrafficCom Georg Kapsch mit, dass das Unternehmen den Zuschlag zur Errichtung und den Betrieb der deutschen Pkw-Maut für eine Grundlaufzeit von 12 bis maximal 15 Jahren ab Beginn der Erhebung der Maut erhalten soll. Der Zuschlag kann bei planmäßiger Vorabinformation der unterlegenen Bieter frühestens am 22. Oktober 2018 erteilt werden. Nachdem im Juni 2019 die deutsche PKW-Maut vom europäischen Gerichtshof als rechtswidrig eingestuft wurde, wurde der Vertrag vom deutschen Verkehrsministerium gekündigt, woraufhin Kapsch eine Klage auf Schadensersatz prüft.
Im Geschäftsjahr 2023/24 erwirtschaftete das Unternehmen einen Umsatz von 539 Mio. Euro.
Ende März 2025 wurde bekanntgegeben, dass Samuel Kapsch, der Sohn von Georg Kapsch, am 1. April 2025 als fünfte Generation der Gründerfamilie an der Seite seines Vaters als Chief Operating Officer (COO) in den Vorstand der Kapsch TrafficCom einziehen soll.